# Wen Wang
Zhou Wen (Zhou Wenwang 周文王, nome personale Ji Chang 姬昌, lett. Re Wen di Zhou; 1152 a.C. (tradizionale) o 1112 a.C. (stima moderna) – 1050 a.C.) è stato re degli Zhou durante la tarda dinastia Shang nell'antica Cina.
Sebbene sia stato suo figlio Wu a conquistare gli Shang dopo la battaglia di Muye, il re Wen fu onorato come fondatore della Dinastia Zhou. È considerato da alcuni il primo eroe epico della storia cinese. Era noto per governare attraverso virtù e bontà.

## Storia
Nato Ji Chang (姬昌), Wen era figlio di Tai Ren e Ji Jili, il re di un piccolo stato sulle rive del Rio Wei, nell'attuale Shaanxi. Suo padre fu tradito e giustiziato dall'imperatore Shang Wen Ding alla fine del XII secolo a.C..
Ha sposato Tai Si e ha avuto almeno 10 figli.
Prigione a Youli
Un tempo, il re Zhou di Shang, temendo la crescente influenza e potere di Wen, nel 1144 a.C. lo catturò nel corso di una di queste battaglie a Youli (ora Tangyin nell'Henan) per sette anni. Altri autori riportano 3 anni; durante quel periodo, si dice che abbia scritto il classico confuciano I Ching, un testo basato sugli otto trigrammi o pa kua datati molto prima.
Pubblicazione
Tuttavia, molti funzionari governativi rispettarono Wen per il suo onorevole governo e offrirono al re Zhou molti doni tra cui oro, cavalli e donne. così ha rilasciato Wen.
Durante questi sette anni si rese conto che non poteva cambiare il tiranno e quando fu liberato progettò la rivoluzione che avrebbe rimosso la tirannia, ma morì prima che potesse realizzarla. Il suo secondo figlio, il re Wu, aveva seguito i suoi desideri. padre e schiacciò gli Shang a Muye, creando la dinastia Zhou.
Dinastia Zhou
Il popolo originario Zhou viveva in tribù agricole in una parte centrale della Cina conosciuta oggi come provincia dello Shaanxi. Qǐ il loro primo leader insegnò loro a coltivare la terra. Lo chiamavano Re Mijo e lo veneravano come il dio dell'agricoltura (Signore dei Raccolti). Vissero per generazioni in fiorenti fattorie. In seguito furono invasi da tribù straniere e dal loro capo, Signore Tan Fu (presumibilmente il nonno di Wen).
abolì la schiavitù e ristabilì il sistema comune. In questo ambiente Zhou prosperò e divenne uno stato.
Il signor Tan Fu è stato sostituito da suo figlio Ji Li. Dopo Ji Li, Zhou era uno stato formidabile. Il re della dinastia Shang, lo storico Tiranno di Shang, uccise Ji Li, prima che il figlio di Ji Li comandasse lo stato con estrema umiltà e cautela per cinque anni. Anni dopo era conosciuto come il Signore dell'Occidente e dopo la sua morte come Re Wen. Ji Chang (Re Wen) fu elevato a uno dei tre duchi (Sangong 三公) al servizio del Re Zhou 纣 della dinastia Shang 商. Si dice che il re Zhou abbia esercitato un regime tirannico e abbia assassinato i duchi di Jiu (o gui 鬼侯) e di E 鄂侯 (Yu 邘侯). Wen ha conferito l'eloquente titolo di Hsi Po ( 'Re d'Occidente'). Per raggiungere questo obiettivo, Wen ha dovuto combattere a volte contro il suo vicino del sud-est, ma anche contro orde di tribù nomadi che, provenienti dal nord, compivano periodiche incursioni nel suo territorio.

## Famiglia

### Mogli
- Tai Si
- Una sposa senza nome del clan reale Shang Zi[14]

### Discendenze
1. Bo Yikao
2. Fa (發), Zhou Wuwang
3. Xian (鮮), Guan Shu
4. Dan (旦), Zhou Gong
5. Du (度), Cai Shu
6. Wu (武), Cheng Shu
7. Chu (處), Huo Shu
8. Feng (封), Kang Shu, in seguito è stato concesso Wèi
9. Zheng (鄭), Mao Shu
10. Ran Ji Zai (冉季載), Signore di Dan
11. Gao Shu
12. Conde de Yong , Yong Shu Bo.
13. Zhenduo (振鐸), Cao Shu
14. Xiu (繡), Teng Shu
15. Gao (高), Duque del Bi
16. Conde de Yuan
17. Conde de Xun
18. Marqués de Feng
19. Ying (穎), Lai Shu

## Legato
Governo
Ha tagliato le tasse agli agricoltori e li ha incoraggiati a lavorare nei campi pubblici con solo un nono delle tasse. Con queste misure preferenziali, gli agricoltori potrebbero risparmiare denaro. Il re Wen sapeva che uno stato non avrebbe funzionato bene senza persone virtuose che lo aiutassero, quindi quando Wen seppe che Jiang Ziya era un saggio molto virtuoso con una conoscenza molto profonda, visitò Jiang Ziya e gli chiese di essere il suo consigliere sul strategia per governare uno stato. Jiang Ziya aiutò il re Wen e più tardi il re Wu del regno di Zhou.
Il modo in cui governava il re Wen pose una solida base per il futuro governo dei regni unificati.
Fece da mediatore nella disputa tra i signori di Yu 虞 e Rui 芮, sconfiggendo gli intrusi della steppa occidentale o Quanrong 犬戎 e il signore di Mixu 密须, che aveva permanentemente molestato i feudi di Ruan 阮 e Gong 共. Ha poi continuato ad espandere la sua influenza ad est, con la conquista del feudo di Li 黎 (chiamato anche Li {利/邑}, Qi 耆 o Ji 饥, {阝+几}). Zu Yi 祖伊, un consigliere del re, ha ammonito il suo sovrano di cambiare la sua politica, ma il re Zhou non ha guardato le sue parole. Ji Chang continuò le sue campagne di conquista e occupò il territorio di E (Yu), non lontano dal dominio reale, e anche quello di Chong, dove era stata stabilita una nuova residenza, Feng 丰.
Cartomanzia
Il re Wen è accreditato di aver compilato gli otto trigrammi nelle loro varie permutazioni per creare i sessantaquattro esagrammi. Si dice anche che abbia scritto i giudizi aggiunti a ciascun Esagramma. La sequenza più utilizzata dei 64 esagrammi è attribuita ad essa ed è comunemente nota come sequenza di Re Wen.
Onori postumi
Il grado di re Wen gli fu assegnato postumo. Nella vita era il Signore dell'Occidente. Nel 196 a. C., Han Gaozu assegnò postumo al re Wen il titolo di "Il più grande di tutti i re".
"Il re regnerà sul popolo con benevolenza, i funzionari dovrebbero guidare le persone con cura, i bambini dovrebbero rispettare i genitori con pietà filiale, i genitori dovrebbero crescere i loro figli con amore e le persone dovrebbero associarsi tra loro per sempre. fede". Re Wen di Zhou

## Riferimenti e note a piè di pagina
1. ↑  El Rey Wu, primer emperador de la dinastía Zhou respetaba al cielo Stephen Gregory & David Wu de la Gran Epoca
2. ↑  Nell'onomastica cinese il cognome precede il nome. "Zhou" è il cognome.
3. ↑   History - Zhou Dynasty 周 (11th. cent.-221 BC).
4. ↑   Taichi Sakaiya Qué es Japón?: contradicciones y transformaciones p.135.
5. ↑   Wang, C. H.: From Ritual to Allegory. Seven Essays in Early Chinese Poetry, p. 58. The Chinese Univ. Press (Hong Kong), 1988)..
6. 1 2 3 4   Rey Wen gobernó con bondad el Reino de Zhou.
7. ↑   «El rey Wen de Zhou - El fundador de la dinastía Zhou»..
8. 1 2 3 4   Wen Wang, Emperador de China (siglo XII a. C.)..
9. ↑   Cihai, p. 201..
10. ↑   Secondo la leggenda, la sua liberazione fu dovuta al riscatto pagato dal suo popolo, composto da quattro carri, un cavallo di razza e una ragazza di grande bellezza.
11. ↑   Alfred Huang “The complete I Ching” pag 500-2..
12. 1 2 3 4   Breve Historia de la Dinastía Zhou.
13. ↑   Personas en la Historia Zhou (Wang Wen Zhou), su chinaknowledge.de.
14. ↑   Shijing. Ode 236..
15. ↑   El rey Wen del reino de Zhou gobernado por el poder Stephen Gregory y David W, su es.clearharmony.net.
16. ↑   Cao Yaode, Cao Xiaomei Historia De Sun Tzu/ the Story of Sun Zi Editorial Lectorum, 30-08-2006 - página 51, su books.google.cl.
17. ↑   Creel. The Origins of Statecraft, p. 42..